# Ungarisches Steppenrind

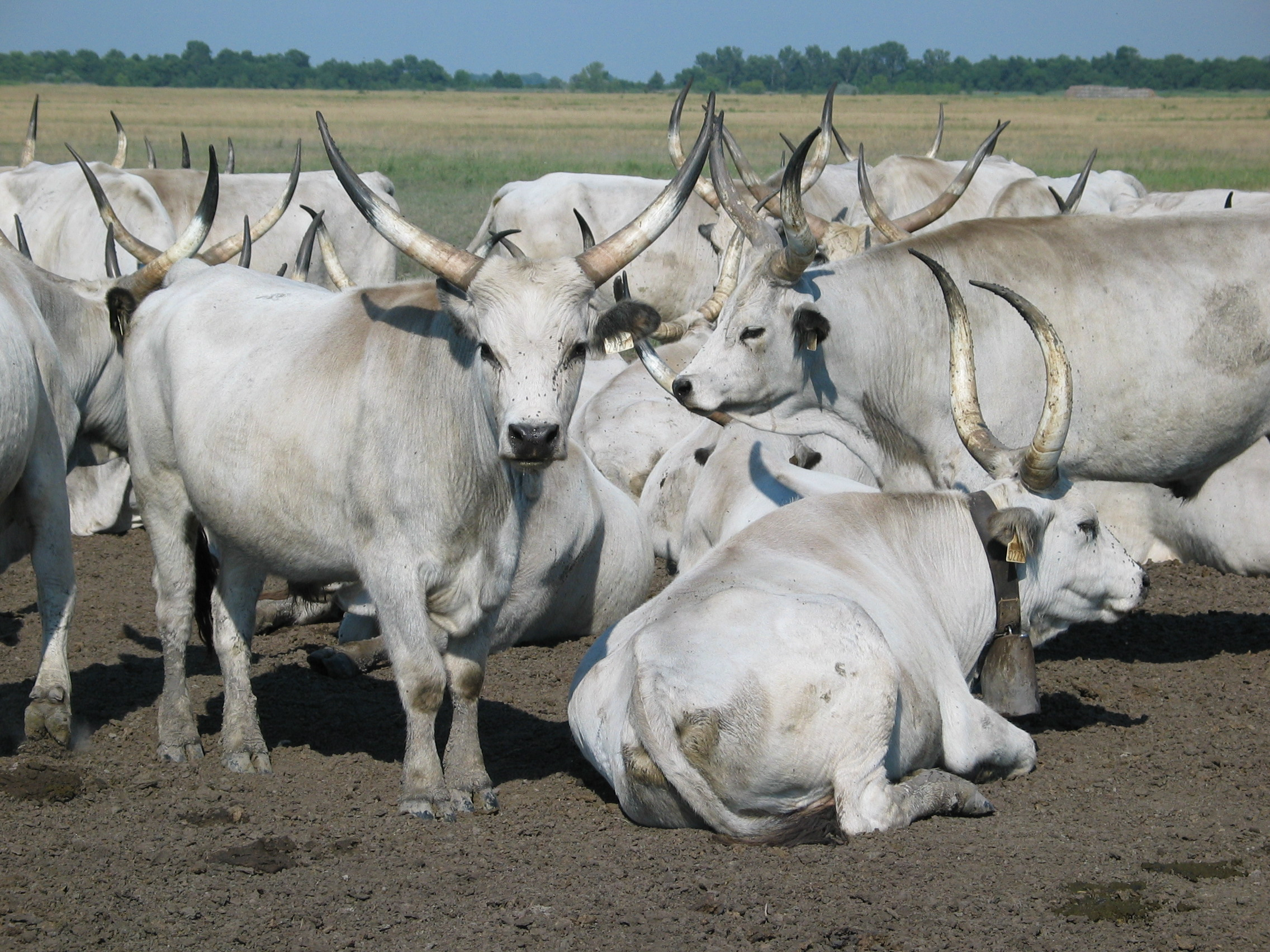
Graukühe in einer Herde im Nationalpark Hortobágy

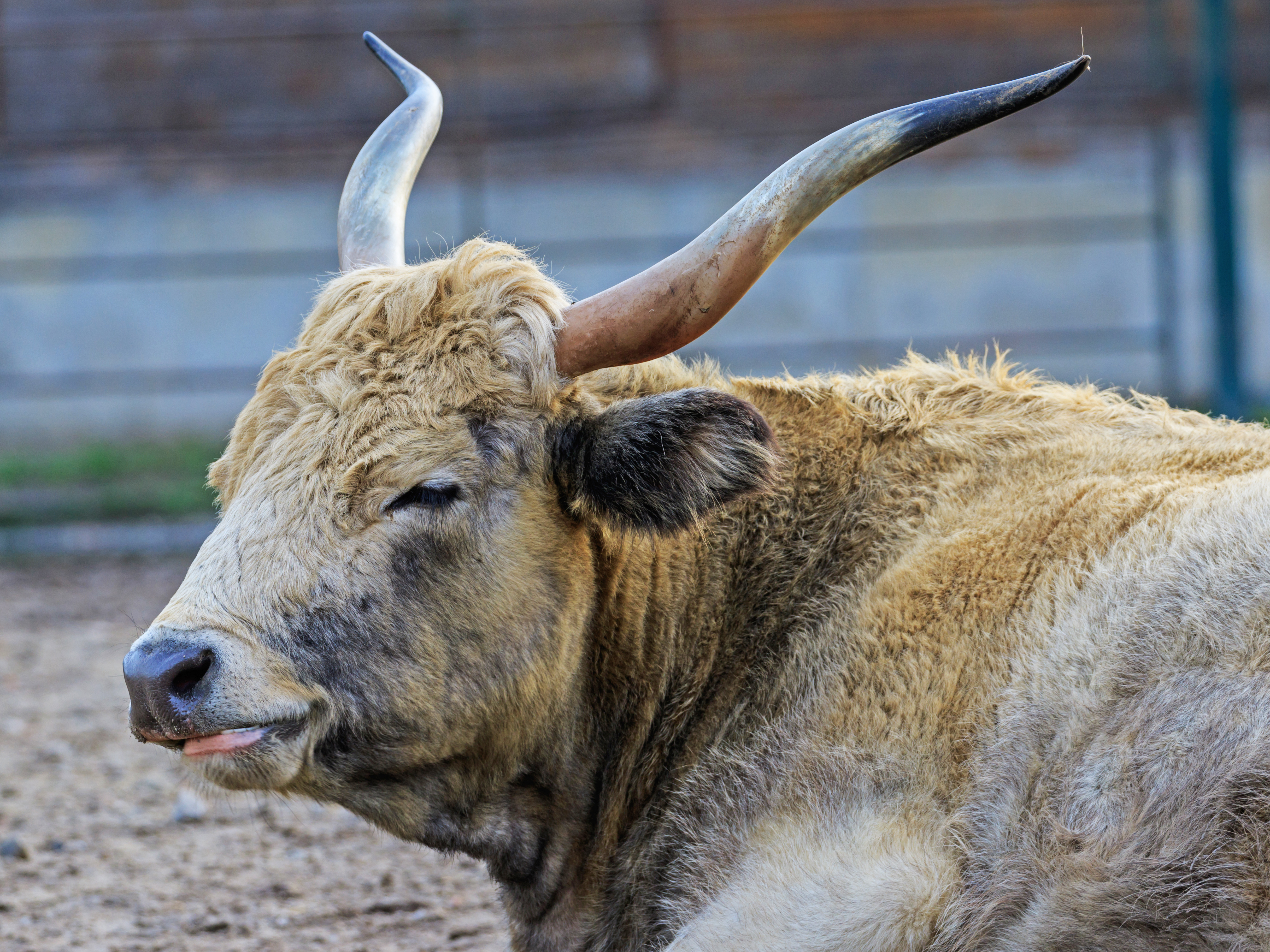
Ungarisches Steppenrind (Tierpark Berlin), Porträt

Als Ungarisches Steppenrind oder Ungarisches Graurind, ungarisch (Magyar) Szürkemarha, Szilaj, bezeichnet man eine alte Hausrindrasse aus dem ungarischen Tiefland, die vom Aussterben bedroht ist.
Sie gehört zur Gruppe der podolischen Rinder und eignet sich besonders für extensive Beweidungssysteme.

## Beschreibung

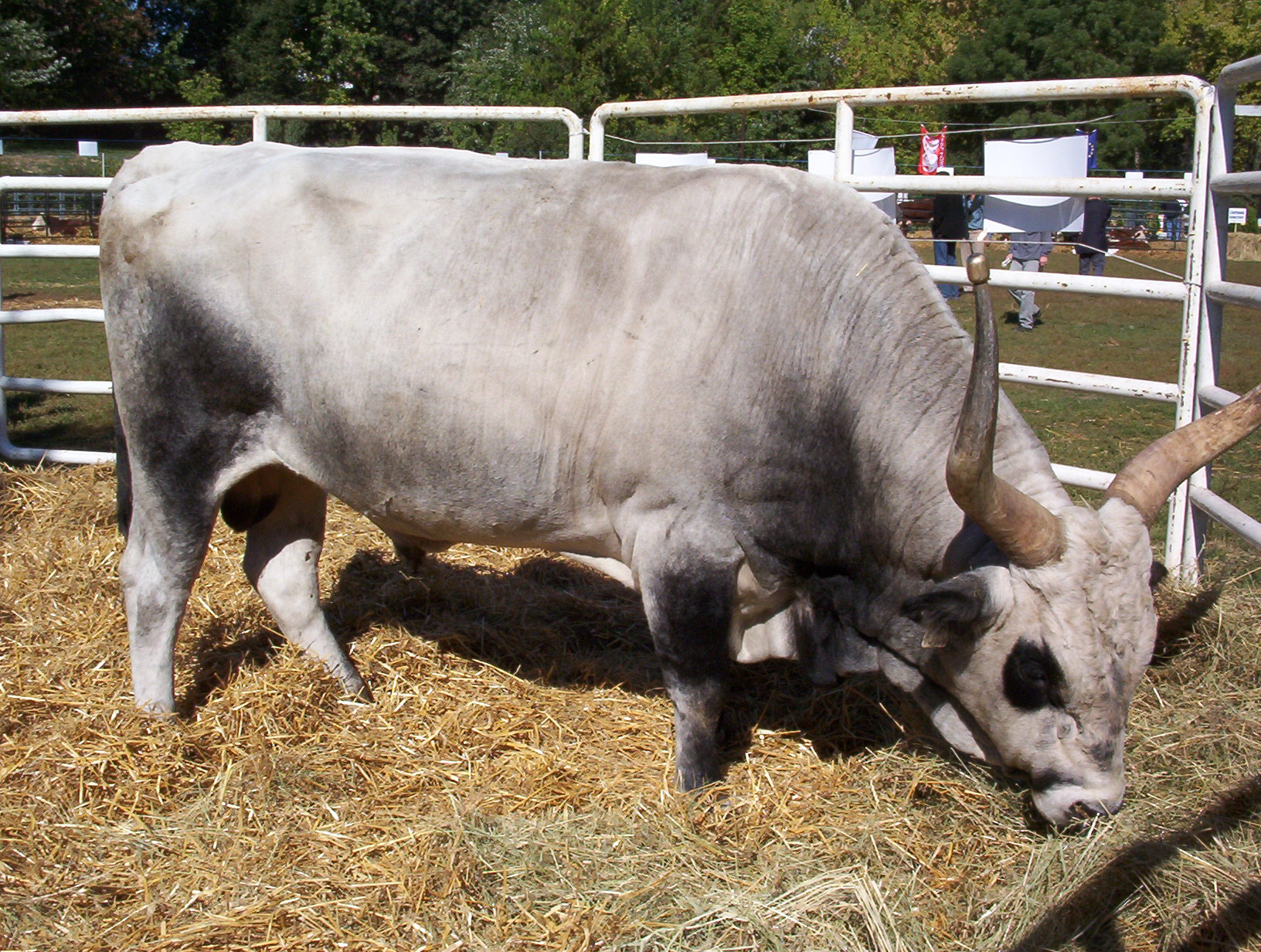
Ein Stier mit dem charakteristischen „Okular“

Das Ungarische Steppenrind ist schlank, großrahmig und hochbeinig. Die Widerristhöhe beträgt beim Bullen 145 bis 155 cm, bei der Kuh 135 bis 140 cm, das Gewicht beim Bullen 800 bis 960 kg, bei der Kuh 500 bis 600 kg. Die Rinder sind robust, anspruchslos, leichtgebärend und langlebig. Die meist genau nach oben weisenden Hörner sind lang, gebogen und ausladend. Stiere können bis zu 80 cm lange Hörner haben.

### Farbe
Die Färbung der Tiere ändert sich mit der Anzahl der Lebensjahre. Die Kälber sind nach der Geburt rötlich-gelb, wobei verschiedene Schattierungsgrade von hell bis dunkel unterschieden werden können. Im Alter von zwei bis drei Monaten hellt sich das Fell auf und beginnt grau zu werden. Zwischen dem vierten und sechsten Monat nehmen sie vollständig graue Farbe an. Bei ausgewachsenen Graurindern kommen verschiedene Abstufungen von Silberweiß bis Aschgrau vor.
Die männlichen Tiere, die Stiere, werden bis zum Alter von drei bis vier Jahren eher rußfarben. Der Hals, der untere Teil der Unterschenkel, ein Teil der Brust, der Schulterbereich, der Brustkorb sowie die Seite und Unterseite des Bauchs werden dunkler. Eine sehr ins Schwarze gehende Färbung ist bei Züchtern nicht beliebt, stellt aber keinen Mangel dar. Um die Augen herum weisen die männlichen Tiere einen dunklen Ring auf, der als „Ókula“ (Okular) bezeichnet wird.

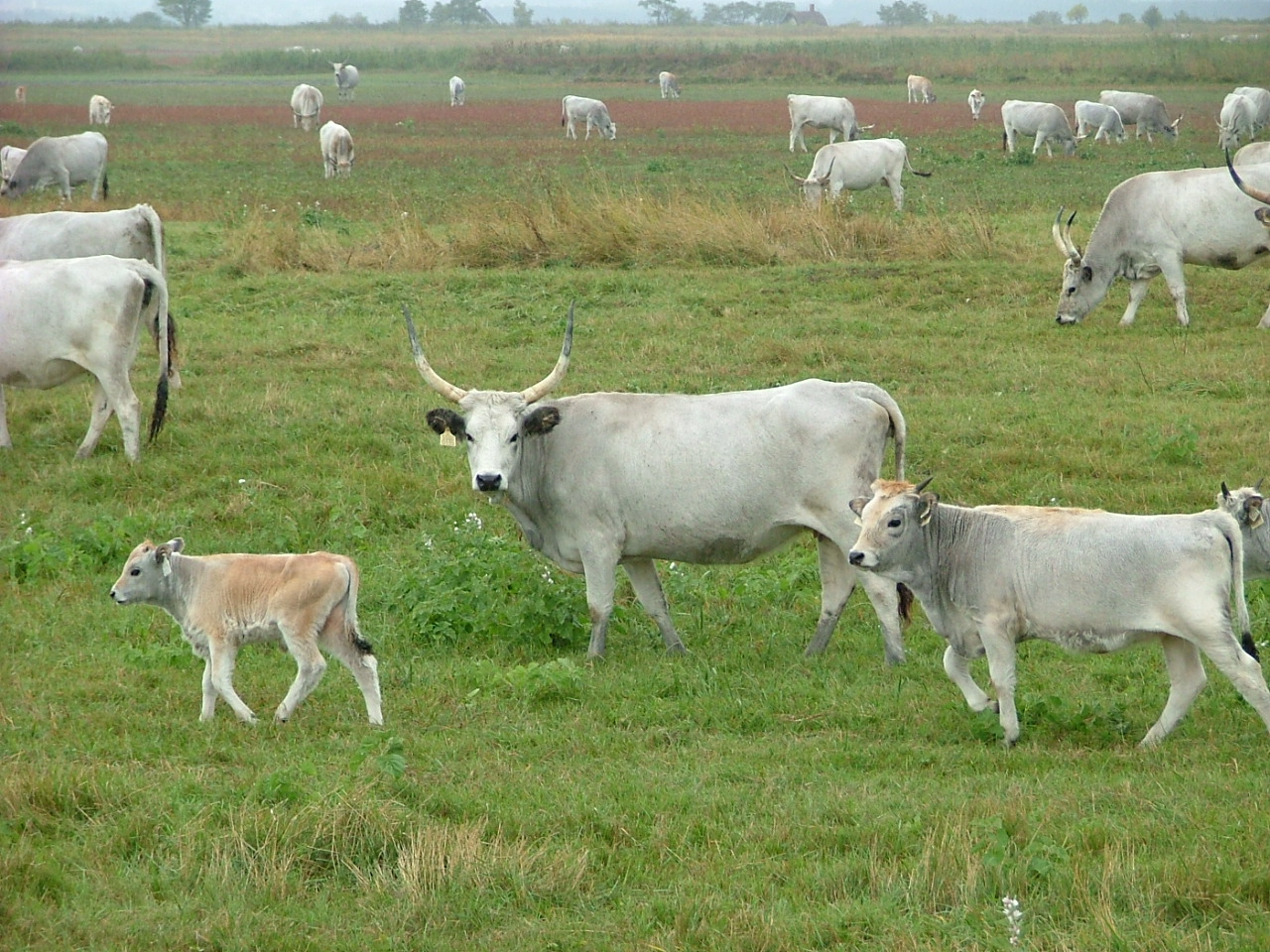
Kuh mit noch rötlich gefärbtem Kalb

An der Wurzel des Horns bilden die längeren Haare der Kühe einen Haarkranz, während sie bei den Stieren gelockt sind. Die Wimpern sowie die Fortsätze an den Ohren und die Schwanzquaste sind schwarz. Die Haut ist schiefergrau, nur zwischen den Oberschenkeln, am Euter und an den Ohren ist sie rosa.
Die Gaumenfarbe kann entweder rosa oder schiefergrau und fleckig sein. Bei der Auslese der Zuchttiere gelten Individuen mit schiefergrauem Gaumen als vorteilhaft. Die andere Gaumenfarbe, bzw. die schwärzere Rußfarbe bei Stieren ist auf den Einfluss anderer, zum Beispiel maremmanischer Rassen zurückzuführen und wird deshalb von Züchtern gemieden. Auf diese Weise streben diese die Erhaltung der einheitlichen Merkmale des Ungarischen Steppenrindes an.
Die Fellfarbe kann sich auch mit der Jahreszeit ändern. Im Winter sind die Tiere dunkler und das Fell enthält mehr rötlich schattierte Haare. Das schützende äußere Fell ist im Sommer kurz, dick und gerade, im Winter jedoch verdichtet und lang. Nach dem Fellwechsel im Frühling ist die Farbe am schönsten.

### Typen
Es lassen sich Unterscheidungen zwischen folgenden Erscheinungsformen treffen:

#### Primitiver Typus
Merkmale: Unterentwickelt, kleiner Körper, niedrige Widerristhöhe
Beim Auftreten dieser Eigenschaften spielen schlechte Futterqualität und unangemessene Lebensumstände eine Rolle. Charakteristisch sind die weniger harmonisch geformten Hörner und schiefe Struktur der Beinknochen.

#### Typus mit grobem Jochbein
Diese Variante ist von großer Widerristhöhe, weist einen tiefen Brustkorb und lange Beine auf, was lebhaftere Bewegungen ermöglicht.

#### Milchproduzierender Typus
Diese Tiere sind von kleiner, aber wohlgeformter Gestalt und haben dünnere Hörner. Das Euter ist stärker entwickelt.

#### Großbetriebstypus
Heute das am häufigsten anzutreffende Graurind ist von wohlgeformter Erscheinung und hat oft gemusterte Hörner.

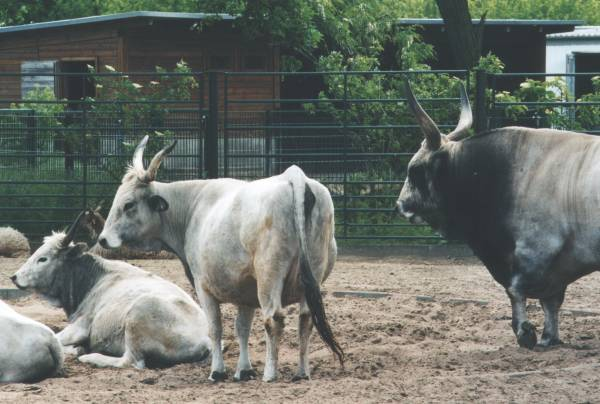
Ein Stier mit typisch maremmanischen Merkmalen im Tierpark Berlin

Die Erhaltung der Typen dient insbesondere der Bewahrung des genetischen Bestands.

### Verwandte Rassen
Es gibt viele verwandte Rassen, von denen folgende am nächsten verwandt sind:

#### Maremmaner Rind
Das Maremmaner Rind ist eine mittelitalienische Rasse. Sie hat einen höheren Widerrist und ähnelt dem Graurind in der Farbe, ist jedoch etwas dunkler gefärbt. Zwischen den beiden Weltkriegen und in den 1970er Jahren wurden die Tiere zur Auffrischung des Bestandes benutzt. Heute werden diese Nachkommen stufenweise ausgemustert.

#### Siebenbürgener Steppenrind
Diese gedrungene und füllige Rasse wurde im Lauf der Zeit oft mit dem Ungarischen Graurind gekreuzt. Um das Jahr 1800 herum beschäftigten sich Züchter mit dieser Rasse und selektierten im Interesse der Fleischproduktion. Einige legten jedoch auch Wert auf die Milchleistung, was sich im Ergebnis der Züchtung niederschlägt. In den 1950er Jahren wurde keine selbständige Züchtung mehr betrieben und die Rasse verschwand Mitte der 1960er Jahre.

#### Ukrainisches Steppenrind
Das Ukrainische Steppenrind hat kürzere Hörner als das Ungarische Steppenrind, weist aber dieselbe Färbung auf. Die äußerliche Erscheinung ist aber nicht sehr homogen. Die Rasse hat ein gutes Potential als Milchproduzent, dies ist jedoch in rauen Umweltbedingungen nicht realisierbar. Es gibt nur noch wenige Exemplare dieser Rasse in nur einer einzigen Zucht.

## Geschichte
Das ungarische Steppenrind kam wahrscheinlich im 9. Jahrhundert mit der Einwanderung der Ungarn aus deren vorheriger Heimat im Osten ins ungarische Tiefland. In der frühen Neuzeit war es vor allem wegen seines Fleisches geschätzt, im 19. Jahrhundert machte es dann als Arbeitstier Karriere – auch in Österreich und Deutschland. Vor hundert Jahren kam es dann außer Mode. Das Rekordtief war ein Bestand von 187 Kühen und 6 Bullen.

### Rinderhandel

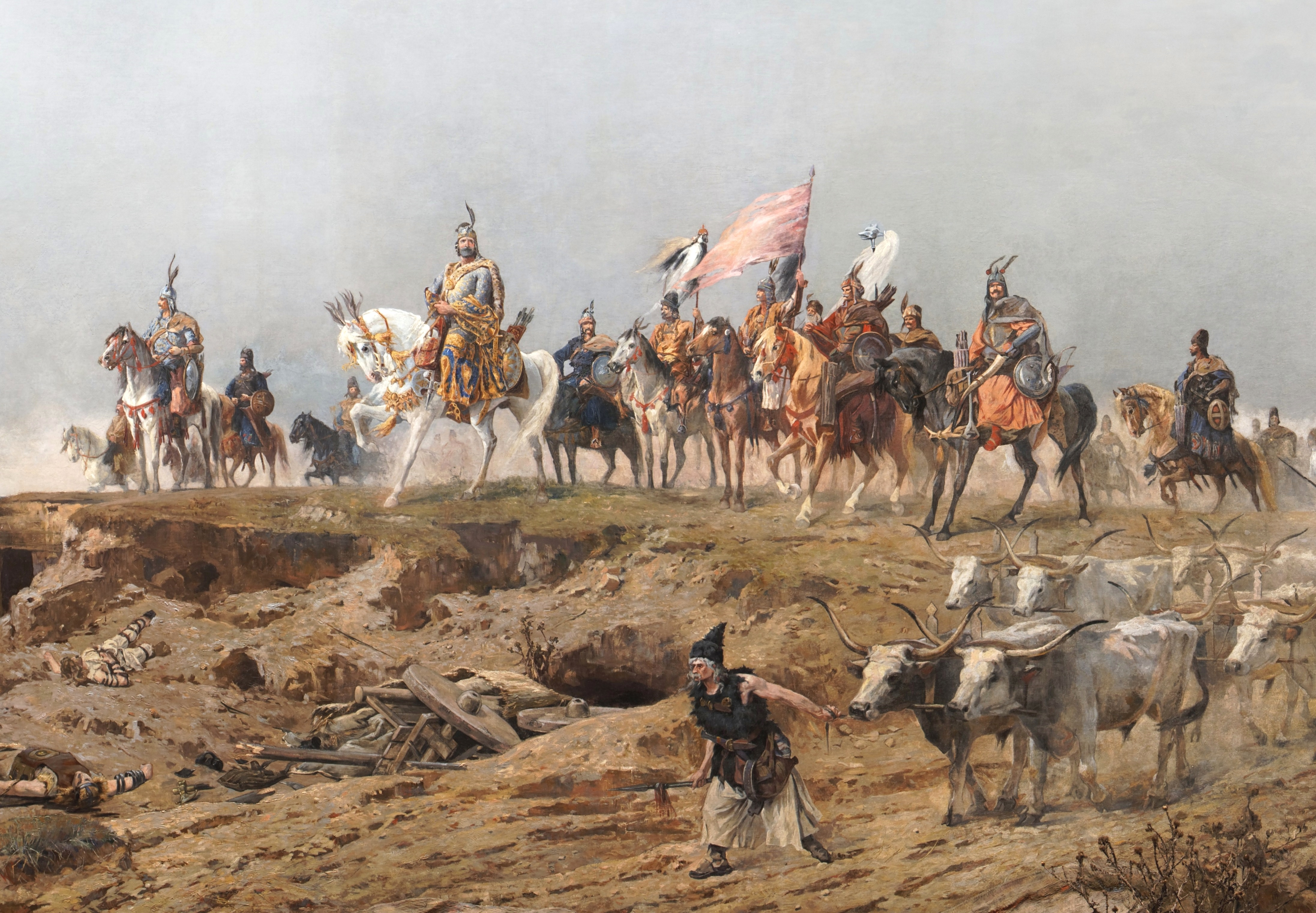
Ausschnitt aus dem Feszty-Panorama: Árpád und seine Stammesfürsten

Die historischen Quellen deuten auf einen ununterbrochenen Rinderhandel zwischen dem 14. und 19. Jahrhundert hin.
Im 14. und 15. Jahrhundert kam es zu einer Wende in Westeuropa, die in den östlichen Ländern weitgehend ausblieb. Mit der Entfaltung des Gewerbes gewann die Rolle von Städten an Bedeutung und Leibeigene zogen massenhaft dorthin. Der Fleischbedarf der wachsenden Stadtbevölkerung wurde mit Rinderexporten aus den östlichen Gebieten bedient. Das ungarische Steppenrind gelangte nach Nürnberg, Augsburg, München und Ulm ebenso wie nach Italien und Mähren. Im 17. Jahrhundert erreichte dieser Handel mit einer geschätzten Anzahl von 100.000 Rindern im Jahr einen Höhepunkt. Allein in Nürnberg wurden jährlich 70.000 Tiere verkauft. Sie konnten sich wegen der hohen Qualität ihres Fleischs gegenüber konkurrierenden Arten durchsetzen. In deutschen Städten wurden Gesetze erlassen, die die Aufnahme anderen Fleischs in die Fleischbanken untersagten, sobald ungarische Viehherden auf dem Markt eintrafen, damit das teurere Produkt nicht mit schlechterer Qualität vermischt werden konnte.
Der Handel wurde auch während der osmanischen Herrschaft nicht unterbrochen. Auch die Osmanen profitierten durch Steuereinnahmen vom Rinderhandel.
Ein Großteil des Handels war in den Händen einer reichen Händlerschicht, allerdings hatten auch die bürgerlichen Bauern der Minderstädte, wie zum Beispiel Großgrundbesitzer, Anteil daran. Dies änderte sich 1622, als der Wiener Hof den Rinderhandel monopolisierte.
Im Ergebnis gab es 1695 dem Bericht eines kaiserlichen Kommissars zufolge in Debrecen keine Graurinder mehr. Dies entsprach zwar nicht der Wirklichkeit, jedoch war die Zahl der Tiere drastisch zurückgegangen. Der letzte Nürnberger Rindermarkt fand 1713 statt. In den vorangegangenen Jahrhunderten war der Rinderhandel aber von so großer Bedeutung, dass die Wirkung auf die ungarische Gesellschaft und Wirtschaft noch heute erkennbar ist.

### Verödung der Dörfer und Entwicklung von Minderstädten
Im 14. und 15. Jahrhundert kam es zu einer weitläufigen Entvölkerung und Verödung vieler Dörfer (pusztásodás) in Europa. Auch in Ungarn führten wirtschaftliche und gesellschaftliche Faktoren sowie Plagen zum Aussterben von Dörfern. Diese Entwicklung begann mit dem Tatarensturm und beschleunigte sich unter der türkischen Herrschaft. Die Bewohner kleiner Dörfer zogen in größere Siedlungen um, wo sie sich besser geschützt fühlten. Die Felder, auf denen zuvor Landwirtschaft betrieben wurde, lagen brach, und langsam breitete sich die natürliche Vegetation wieder aus. Auf diese Weise bildeten sich große, unbewohnte und als Weiden nutzbare Flächen, die insbesondere in der ungarischen Tiefebene (Alföld) eine Voraussetzung für Rinderhaltung in größeren Ausmaßen darstellten.

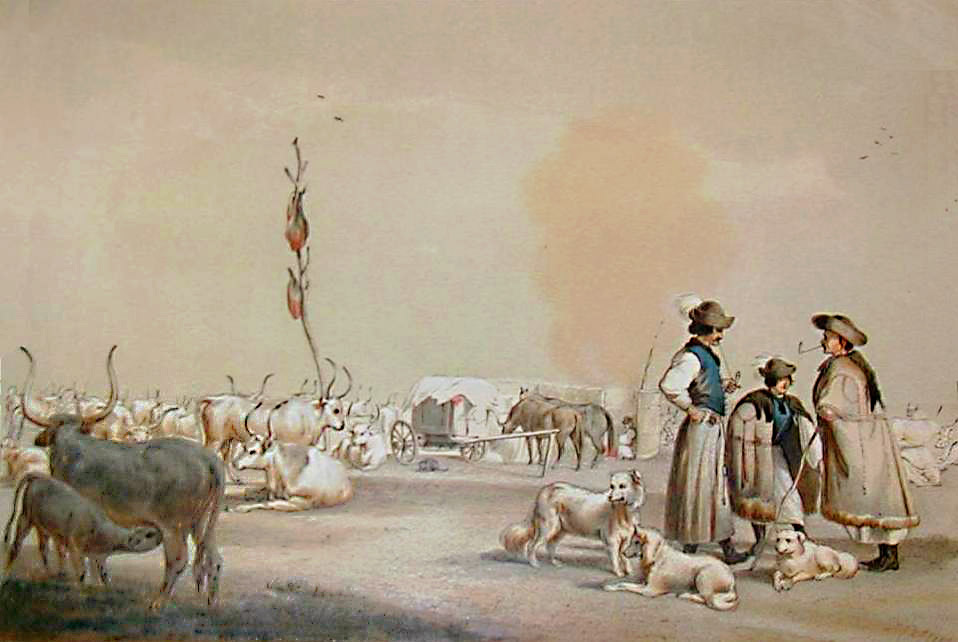
Károly Sterio: Gulyás (Kohlezeichnung, Mitte 19. Jahrhundert)

Da Rinderzucht und -handel die ertragreichsten Wirtschaftszweige in der türkischen Besatzungszeit waren, wirkte sich dies positiv auf die Entwicklung in den entsprechenden Siedlungen aus. Die Großbauern der Minderstädte im Alföld betrieben die Rinderzucht weiter und nahmen Handelsbeziehungen mit dem Westen auf. Die Züchtung in mächtigen Herden weckte bei mehreren zehntausend Kleinbauern, die in Selbstversorgung lebten, Interesse für die Rinderwirtschaft. Die wohlhabend werdenden Minderstädte und die Dorfbauern spielten eine große Rolle dabei, dass die Selbstverwaltung der ungarischen Siedlungen während der osmanischen Besatzung erhalten blieb. Der Ertragsüberschuss ermöglichte die Unabhängigkeit von den Gutsherren und den Aufstieg von Minderstädten wie Cegléd oder Mezőtúr. In einigen Fällen wie Debrecen und Kecskemét entwickelten sich größere Städte. Die Unabhängigkeit der Minderstädte und ihre wirtschaftliche Kraft begünstigten auch die Verbreitung der Reformation im ungarischen Tiefland. Die Einnahmen des Rinderhandels spielten außerdem beim Kampf gegen die Osmanen eine bedeutende Rolle, da so die Versorgung der Soldaten sichergestellt werden konnte. Die Einkünfte der Rinderhaltung bedeuteten nicht nur im Tiefland wichtige Einnahmen. Auch die entlang der Handelsrouten liegenden Siedlungen hatten Anteil an den Einnahmen. Die mächtigen, aus mehr als 1000 Rindern bestehenden Herden hatten unterwegs Bedarf an Wasser und Weideflächen, die ihnen bei den Siedlungen gegen eine sogenannte „Grasmiete“ (fűbér) zur Verfügung gestellt wurden.
Die Reisenden wurden in Schänken mit Proviant und Getränken versorgt. Diese Raststätten lagen ungefähr 12 bis 14 Kilometer voneinander entfernt, was genau der Strecke entspricht, die eine Herde zwischen zwei Fütterungen und Tränkungen zurücklegen konnte. Ungefähr 20 bis 40 Morgen Land wurden ihnen unentgeltlich zugewiesen. Für die Überquerung von Flüssen musste bezahlt werden. Insgesamt handelte es sich um eine beachtliche Einnahmequelle. Allein zwischen dem 22. Juli 1563 und dem 9. März 1564 wurden 30.428 Rinder durch den Hafen von Vác getrieben, das an der Hauptverkehrslinie nach Wien und Deutschland lag. Einem Bericht des Hafenbuchs zufolge stammten alle Tiere aus dem Tiefland. Eine bedeutende Steuerquote auf die Einnahmen vermehrte auch die königliche Schatzkammer.
Die Siedlungen, an denen Rindermärkte abgehalten wurden, erfuhren im Lauf der Zeit große Fortschritte. Bedeutende ungarische Städte waren Győr und Sopron, die an der Handelsroute nach Deutschland lagen. Weitere wichtige Städte sind Nagykanizsa, wo der Rinderhandel in den 30er und 40er Jahren des 16. Jahrhunderts eine Blütephase erlebte, als die Familie Kanizsa den sich nach Italien und in die Steiermark ausdehnenden Handel vorantrieb.
In Győr erlangte der Rinderhandel eine besondere Bedeutung. Als die Stadt im Jahr 1598 nach der vier Jahre dauernden türkischen Herrschaft befreit wurde und die geflüchtete Bevölkerung zurückkehrte, war der Rinderhandel eine der ersten Tätigkeiten, womit sich die Stadt erholte.

### Heiducken, Bauern und Großgrundbesitzer
Das Treiben der halbwilden Tiere war mit dem Schutz vor Räubern und Raubtieren verbunden. Die sogenannten Heiducken waren im Kampf gegen die Osmanen erprobt und tauschten nach deren Rückzug ihre Söldnertätigkeit gegen Dienste bei den Rinderhirten ein. Diese soldatischen Einheiten organisierten sich selbst und bestimmten Dienstgrade nach Wahl. Sie führten hauptsächlich Streifzüge durch und verteidigten die Hirten.

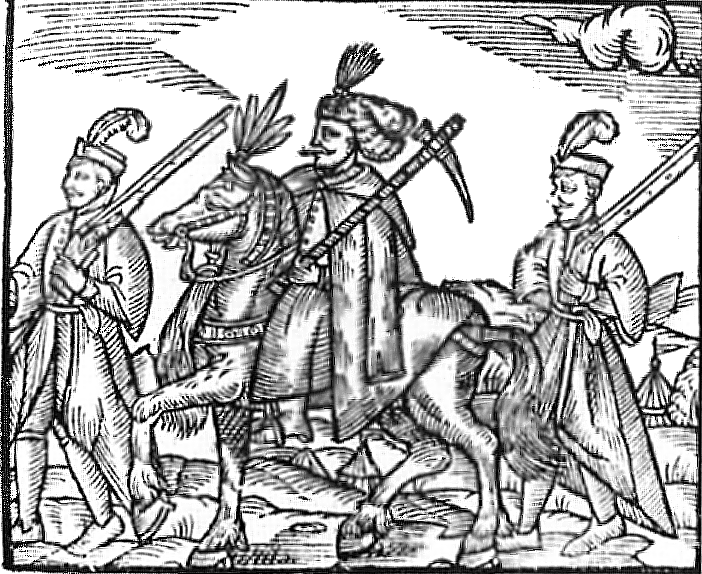
Polnische Heiducken

Der Fürst Stephan Bocskai siedelte einige von ihnen an seinem Besitz an. In Kriegszeiten kämpften sie für ihn und konnten dafür Freiheit erlangen und in den Adelsstand erhoben werden. Der Rinderhandel trug zur Entstehung einer Schicht reicher Bauern und Bürger bei. In Győr beispielsweise konnten sich vom Handel wohlhabend gewordene Familien von den Verpflichtungen gegenüber den Gutsherren befreien. Einige erhielten auch Adelstitel. Diese Familien hatten auch weiterhin Anteil am städtischen Leben. Sie bildeten bürgerliche Gemeinschaften und unterstützten sich gegenseitig bei anfallenden Schwierigkeiten.
Auch Großgrundbesitzer wie die Batthyány-Familie in Kanizsa nutzten die Konjunktur des Rinderhandels. Ebenso vermehrten Herrscher wie der Palatin Tamás Nádasdy mit Ankauf, Mästung und Verkauf ihr Vermögen. Der Fürst Gábor Bethlen gilt in Siebenbürgen als der erste Rinderhändler im großen Stil. Der Dichter und Feldherr Miklós Zrínyi finanzierte mit den Einnahmen seine Privatarmee und den Kampf gegen die Osmanen. Er überwachte die Handelsrouten durch seine großen Besitze in Kroatien und betrieb trotz des Verbots durch den Wiener Hof eigene Rindermärkte. Er unterstützte auch andere Handelsfamilien beim Widerstand gegen die Habsburger.
Das Vermögen und die Bekanntheit der Familie Thököly geht auf den Urgroßvater Emmerich Thökölys, Sebesty Thököly zurück, der mit Rinder- und Weinhandel reich wurde. Im Jahr 1572 wurde er geadelt. Durch die Heirat von Zsuzsanna Dóczy im Jahr 1580 wurde er Teil einer aufstrebenden Verwandtschaft und im Jahr 1598 schließlich zum Baron ernannt.

### Zeit nach dem Ende des Großhandels
Auch im 19. Jahrhundert wurde noch Rinderhandel betrieben, allerdings war die Landwirtschaft großen Änderungen unterworfen. Die Freilandhaltung von Tieren brach vielerorts ein, stattdessen wurden die Felder vermehrt für den Anbau von Weizen und Futterpflanzen gepflügt. Auf Grund des gestiegenen Bedarf an Milch und Milchprodukten waren unter den Graurindern die in Hinsicht auf Milchproduktion selektierten und für Stallhaltung geeigneten Rassen stärker nachgefragt.
Die Züchtung des ungarischen Steppenrinds im großen Stil erreichte 1863 ihr Ende, als eine große Dürre einsetzte und die Weiden verdorrten. Danach erreichte der Bestand der Tiere nie wieder die früheren Zahlen. In der darauffolgenden Zeit änderte sich die Nutzung des Steppenrinds. Sie wurden nun als Zugtiere für Ochsenkarren eingesetzt, wofür eine geringe Population ausreichte. Bereits in den 1880er Jahren wurden im mittleren Teil des Landes Reservate gegründet.
Nach dem Ersten Weltkrieg, als die Landwirtschaft zunehmend mit Maschinen betrieben wurde, ging der Bedarf nach Rindern noch mehr zurück und viele Herden wurden aufgelöst. Die Weltwirtschaftskrise bedeutete eine phasenweise Umkehrung dieser Entwicklung, da wieder mehr Ochsen benötigt wurden. 1931 wurde die Magyar-marha Tenyésztők Egyesülete (Züchter-Vereinigung ungarischer Rinder) gegründet, die erneut die Züchtung förderte. Auch im Seewinkel im Burgenland, das ja seit 1921 zu Österreich gehörte, wurde das Steppenrind auch als Arbeitstier genutzt.
Nach dem Zweiten Weltkrieg wurde diese Arbeit eingestellt, da nach Meinung der damaligen Entscheidungsträger die Tiere gegenüber modernen Rassen nicht konkurrenzfähig waren. Mitte der 1960er Jahre hatte die Anzahl eine das Fortbestehen der Rasse gefährdenden Stand erreicht. Von den Exemplaren, die vereinzelt gehalten wurden, hatten noch drei Staatsbetriebe Herden, die insgesamt 200 Kühe und sechs Stiere umfassten. Der heutige Bestand stammt von diesen Tieren ab. In den 1970er Jahren begann die Population sich zu vergrößern. Die meisten Tiere leben in Nationalparks.
1989 wurde nach langer Vorbereitungszeit die Magyar Szürke Szarvasmarhát Tenyésztők Egyesülete (Vereinigung der Züchter des Ungarischen Steppenrinds) gegründet, die heute die Züchtung koordiniert.
Ihre neuerliche Verbreitung verdankt die Rasse auch der Gründung der länderübergreifenden Kulturlandschaft Fertő/Neusiedler See. So weidet heute das Graurind auch südlich der Orte Apetlon und Illmitz im Seewinkel.

### Heutige Bedeutung
Nach dem Auftreten von BSE in Westeuropa setzte man auf ausschließlich natürliche Nahrung auf Pflanzenbasis, um garantiert BSE-freies Fleisch zu produzieren. Das Futter der Steppenrinder enthielt weder in der Vergangenheit noch in der Gegenwart tierisches Eiweiß. Dadurch wachsen die Tiere langsamer, haben aber auch massiveres und gehaltvolleres Fleisch als andere Rinder. Sie erlangen die Schlachtreife im Alter von 3 bis 3,5 Jahren, während dies bei Tieren mit intensiver Mästung schon nach 16 bis 18 Monaten erreicht wird.
Der Bestand ist heute außerdem für die Genbank bedeutend.

### Kulturhistorische Bedeutung
Von der Bedeutung für den Handel abgesehen, spielte das Graurind im alltäglichen Leben und bei der Erntearbeit der Bauern eine wichtige Rolle. Beispielsweise wurde aus den Knochen Leim angefertigt, und anstelle von teurem Wachs verwendete man in den bäuerlichen Haushalten Kerzen aus dem Talg der Tiere.
In kleine Stücke geschnittenes Rindfleisch wurde durch Kochen in einer Salzlauge und anschließendes Trocknen haltbar gemacht. Dies diente den Hirten als Nahrung, die sie in durchlüfteten Leinenranzen aufbewahrten. Beim Kochen wurde pro Person eine Handvoll davon in den Kessel gegeben. Dieses Gericht war vermutlich ein Vorläufer des Gulaschs, von dem Ferenc Erdei folgende Beschreibung lieferte:

Originalzitat:

„A szigorúan hagyományos gulyásfőzés technológiája az, ahogyan a gulyások főzték, ezért gulyás a neve. Ez adja a legízesebb marhahúslevet, s ez a legegyszerűbb főzési mód: a bográcsba egyszerre bele kell tenni a húst és a hagymát, hidegen hozzátenni a szükséges mennyiségű vizet, s feltenni a tűzre. Mindjárt bele lehet tenni a piros csövespaprikát, de sózni, paprikázni legjobb a felforrás után. És amikor már előrehaladt a hús puhulása, akkor kell hozzáadni a burgonyát, hogy egyszerre főjön meg a hússal. (…) Ám az így készült gulyás minden más marhahúslénél jobb ízű. Nem húslevesízű, nem is olyan, mint a paprikás, hanem a kettő között álló saját íze van.“

„Die streng traditionelle Methode zur Zubereitung des Gulaschs ist die, wie es die Hirten (gulyás,-ok) kochten, daher hat es den Namen Gulasch. Dies gibt die schmackhafteste Rindfleischsuppe und ist die leichteste Art es zu kochen: man muss das Fleisch und die Zwiebel gleichzeitig in den Kessel geben, die nötige Menge kalten Wassers hinzugeben und es auf das Feuer setzten. Man kann sofort die roten Spitzpaprika hineintun, aber Salz und Paprikagewürz erst nach dem Aufkochen. Und wenn das Weichwerden des Fleischs schon fortgeschritten ist, muss man Kartoffeln hinzugeben, damit sie gleichzeitig mit dem Fleisch gar werden. (…) Das so zubereitete Gulasch ist übrigens auch mit jedem anderen Rindfleisch schmackhaft. Es schmeckt nicht wie Fleischsuppe, auch nicht so wie Paprikás [was international als Gulasch bekannt ist], sondern es hat einen dazwischenliegenden eigenen Geschmack.“

Neben dem Fleisch der Steppenrinder hatte auch die weiterverarbeitete Haut großen Wert. Das Vermögen der Familie Zrinski stammt teilweise aus dem Verkauf von Rinderhäuten. Das von Gerbern angefertigte Leder wurde von Stiefelmachern weiterverarbeitet. Die Handwerksmeister spielten eine zentrale Rolle in den Minderstädten. Auch die Hirten verarbeiteten die Häute teilweise selbst weiter und fertigten so eigene Gebrauchsgegenstände an. Dazu gehörten einfache Kleidungsstücke, Bundschuhe, Ranzen und Beutel oder Lederstreifen, die der Verstärkung von Messerscheiden, von Beuteln für Quarzsteine (alte ungarische Bezeichnung: kovakő) oder Tabakbeuteln am Gürtel dienten.
Da es im ungarischen Tiefland weniger Bäume gibt als in Transdanubien, trugen die Hirten dort seltener Gegenstände aus Holz mit sich. Anstelle des Holzes wurde oft das Horn von Graurindern als Material benutzt. Es war leicht zu bearbeiten, da es bei Wärme weich wird. Zum Einweichen zogen die Hirten heiße Futterrüben oder Kürbisse darüber. Später verzierten sie die so geschnitzten Gegenstände, wie z. B. Knöpfe, Salzbehälter oder auch Arztbesteck. Teilweise verkauften sie diese Objekte auch.